# Stora Malistjärnen
Stora Malistjärnen är en sjö i Leksands kommun i Dalarna och ingår i Dalälvens huvudavrinningsområde. Sjön har en area på 0,057 kvadratkilometer och ligger 307,4 meter över havet.

## Delavrinningsområde
Stora Malistjärnen ingår i det delavrinningsområde (673104-143173) som SMHI kallar för Utloppet av Djupsjön. Medelhöjden är 321 meter över havet och ytan är 4,21 kvadratkilometer. Räknas de 4 avrinningsområdena uppströms in blir den ackumulerade arean 44,88 kvadratkilometer. Snöån (Mögsjöån) som avvattnar avrinningsområdet har biflödesordning 3, vilket innebär att vattnet flödar genom totalt 3 vattendrag innan det når havet efter 324 kilometer. Avrinningsområdet består mestadels av skog (65 procent) och sankmarker (12 procent). Avrinningsområdet har 0,71 kvadratkilometer vattenytor vilket ger det en sjöprocent på 16,9 procent.